# اکسل تایچمن
اکسل تایچمن (انگلیسی: Axel Teichmann; ۱۴ ژوئیهٔ ۱۹۷۹ – ) اسکی‌باز صحرانوردی اهل آلمان بود.
وی همچنین برندهٔ جوایزی همچون برگ بوی نقره‌ای شده‌است.